# Mesquita (Rio de Janeiro)
Mesquita – miasto i gmina w Brazylii, w stanie Rio de Janeiro. Znajduje się w mezoregionie Metropolitana do Rio de Janeiro i mikroregionie Rio de Janeiro.
W mieście mają siedzibę kluby piłkarskie Mesquita FC i AA Volantes.